# Where We Stand
Where We Stand è il secondo album registrato dagli Yellowcard, pubblicato nel 1999 sotto etichetta Takeover Records (la casa discografica fondata dal chitarrista della band, Ben Harper). L'album, divenuto raro, è stato poi ripubblicato il 30 marzo 2004 in seguito al successo di Ocean Avenue. Nel 2005 la Kung Fu Records ha ulteriormente ripubblicato l'album.
Questo album, così come il precedente Midget Tossing, appare molto diverso dai lavori successivi della band, in particolare perché precede l'arrivo nel gruppo dell'attuale cantante e chitarrista Ryan Key. La musica, più grezza e veloce, risente molto delle influenze punk di gruppi come The Offspring, Green Day e 311 mescolate al pop punk che diventerà poi il marchio di fabbrica della band.
Le due canzoni Sue e Up Hill Both Ways erano già presenti nell'album di debutto, dove occupavano anche lo stesso numero di traccia. L'ultima canzone, On the Brink, contiene una traccia nascosta. La formazione della band rimase invariata rispetto al precedente lavoro, ma questa volta il violinista Sean Mackin fu pienamente accreditato. Si tratta dell'ultimo album con il cantante originale Ben Dobson, che venne poi espulso dalla band l'anno successivo in favore di Ryan Key.

## Critica
AllMusic (2,5/5) giudica l'album nel complesso decente, scrivendo che le sonorità anticipano quelle che hanno poi portato la band al successo nel 2003 con Ocean Avenue, seppur con una diversa formazione. Il grande problema dell'album secondo il recensore è la qualità audio, decisamente inferiore a quella dei lavori successivi registrati professionalmente. Anche Punknews trova l'album di discreto livello, pur non essendo nulla di fenomenale. Particolarmente elogiato è il lavoro di Todd Clary alla chitarra, ma riceve una lode anche il cantato di Ben Dobson. La migliore canzone secondo il recensore è Kids.

## Tracce
1. Lesson Learned – 3:22
2. Time Will Tell – 3:58
3. Sue – 2:24
4. April 20th – 2:55
5. Up Hill Both Ways – 3:58
6. Kids – 2:42
7. Doesn't Matter – 2:54
8. Sorry Try Again – 1:44
9. Anywhere but Here – 3:13
10. On the Brink – 7:26

## Artwork
La copertina è ispirata a Dragon Ball e raffigura il drago Shenron che plana sull'acqua dinnanzi al Maestro Muten.

## Formazione

### Band
- Ben Dobson - voce
- Todd Clary - chitarra elettrica e voce
- Warren Cooke - basso
- Benjamin Harper - chitarra
- Longineu Parsons III - batteria
- Sean Mackin - violino (nei crediti compare il vero nome di Mackin, cioè Sean Wellman)

### Personale aggiuntivo
- Sean Dewey - produttore e voce di fondo
- Toni Ruffino - voce di fondo